# Hahnia
Hahnia är ett släkte av spindlar som beskrevs av Carl Ludwig Koch 1841. Hahnia ingår i familjen panflöjtsspindlar.

## Dottertaxa tillHahnia, i alfabetisk ordning[1][2]
- Hahnia abrahami
- Hahnia alini
- Hahnia arizonica
- Hahnia banksi
- Hahnia barbara
- Hahnia barbata
- Hahnia benoiti
- Hahnia breviducta
- Hahnia caeca
- Hahnia caelebs
- Hahnia cameroonensis
- Hahnia candida
- Hahnia carmelita
- Hahnia cervicornata
- Hahnia chaoyangensis
- Hahnia cinerea
- Hahnia clathrata
- Hahnia corticicola
- Hahnia crozetensis
- Hahnia dewittei
- Hahnia difficilis
- Hahnia eburneensis
- Hahnia eidmanni
- Hahnia falcata
- Hahnia flagellifera
- Hahnia flaviceps
- Hahnia gigantea
- Hahnia glacialis
- Hahnia harmae
- Hahnia hauseri
- Hahnia helveola
- Hahnia heterophthalma
- Hahnia himalayaensis
- Hahnia inflata
- Hahnia innupta
- Hahnia insulana
- Hahnia isophthalma
- Hahnia jocquei
- Hahnia laodiana
- Hahnia laticeps
- Hahnia lehtineni
- Hahnia leopoldi
- Hahnia liangdangensis
- Hahnia linderi
- Hahnia lobata
- Hahnia maginii
- Hahnia major
- Hahnia manengoubensis
- Hahnia martialis
- Hahnia mauensis
- Hahnia melloleitaoi
- Hahnia michaelseni
- Hahnia microphthalma
- Hahnia molossidis
- Hahnia montana
- Hahnia mridulae
- Hahnia musica
- Hahnia naguaboi
- Hahnia nava
- Hahnia nigricans
- Hahnia nobilis
- Hahnia obliquitibialis
- Hahnia okefinokensis
- Hahnia ononidum
- Hahnia oreophila
- Hahnia ovata
- Hahnia petrobia
- Hahnia picta
- Hahnia pinicola
- Hahnia pusilla
- Hahnia pusio
- Hahnia pyriformis
- Hahnia rossii
- Hahnia sanjuanensis
- Hahnia schubotzi
- Hahnia sibirica
- Hahnia simoni
- Hahnia sirimoni
- Hahnia spasskyi
- Hahnia spinata
- Hahnia tabulicola
- Hahnia tatei
- Hahnia thorntoni
- Hahnia tikaderi
- Hahnia tortuosa
- Hahnia tuybaana
- Hahnia ulyxis
- Hahnia upembaensis
- Hahnia vangoethemi
- Hahnia vanwaerebeki
- Hahnia veracruzana
- Hahnia xinjiangensis
- Hahnia yueluensis
- Hahnia zhejiangensis
- Hahnia zodarioides